# Villaverde de Guadalimar
Villaverde de Guadalimar là một đô thị ở tỉnh Albacete nằm ở cộng đồng tự trị Castile-La Mancha của Tây Ban Nha. Đô thị Vilagrassa có diện tích là 69,08 ki-lô-mét vuông, dân số năm 2009 là 425 người với mật độ 6,15 người/km². Đô thị Vilagrassa có cự ly km so với tỉnh lỵ Albacete.